# Церковь Симона Кананита
Церковь Симона Кананита (абх. Ацқьа Симон Кнтәи ихьыӡ зху абааш; груз. წმინდა სვიმონ კანანელის სახელობის ტაძარი) — православный храм, расположенный в долине реки Псырцхи недалеко от города Новый Афон в Абхазии, в Гудаутском районе частично признанной Республики Абхазия, согласно административному делению Грузии — в Гудаутском муниципалитете Абхазской Автономной Республики. Датирован IX—X веками. В 2007 году церковь была включена в список недвижимых культурных памятников национального значения Грузии

## История
Церковь посвящена святому Симону Кананиту, который, согласно грузинским летописям XI века, проповедовал христианство в Абхазии и Колхиде, умер и был похоронен в городе Никопсии на севере Абхазии. Близлежащий грот распространённая легенда связывает с местом мученичества святого Симона.
По архитектурному стилю существующей церкви её можно отнести к IX или X веку, на ней сказалось влияние византийских и грузинских художественных традиций. Более ранняя церковь, предположительно, появилась на этом месте как минимум за два столетия до этого. Во времена Абхазского царства церковь служила Епископской кафедрой и была местом погребения духовенства Сухумской (Цхумской) епархии. До конца XIX века под южными воротами лежал могильный камень с надписью на греческом «Матерь Божья, спаси Георгия, причастного Цхумского» — надгробие Митрополита Георгия. В 1889 году здесь был похоронен епископ Сухумский Геннадий (Павлинский).
Когда грузинский историк Дмитрий Бакрадзе посетил храм в 1850-х годах, церковь была заброшена, но все ещё стояла, за исключением обрушившегося купола. Церковь сильно пострадала, когда местный помещик майор Хасан Маргани использовал каменные глыбы из её кладки для строительства своего особняка. Позднее, в 1880-х годах, церковь была реконструирована с использованием блоков белого камня и приобрела нынешний вид. В 1882 году церковь посетил великий князь Михаил Николаевич.

## Архитектура

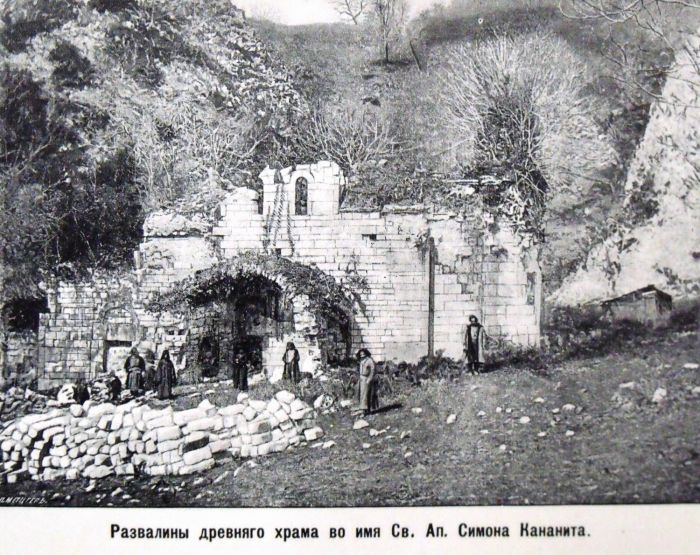
Церковь Симона Кананита до реконструкции 1882 года. Фото XIX века

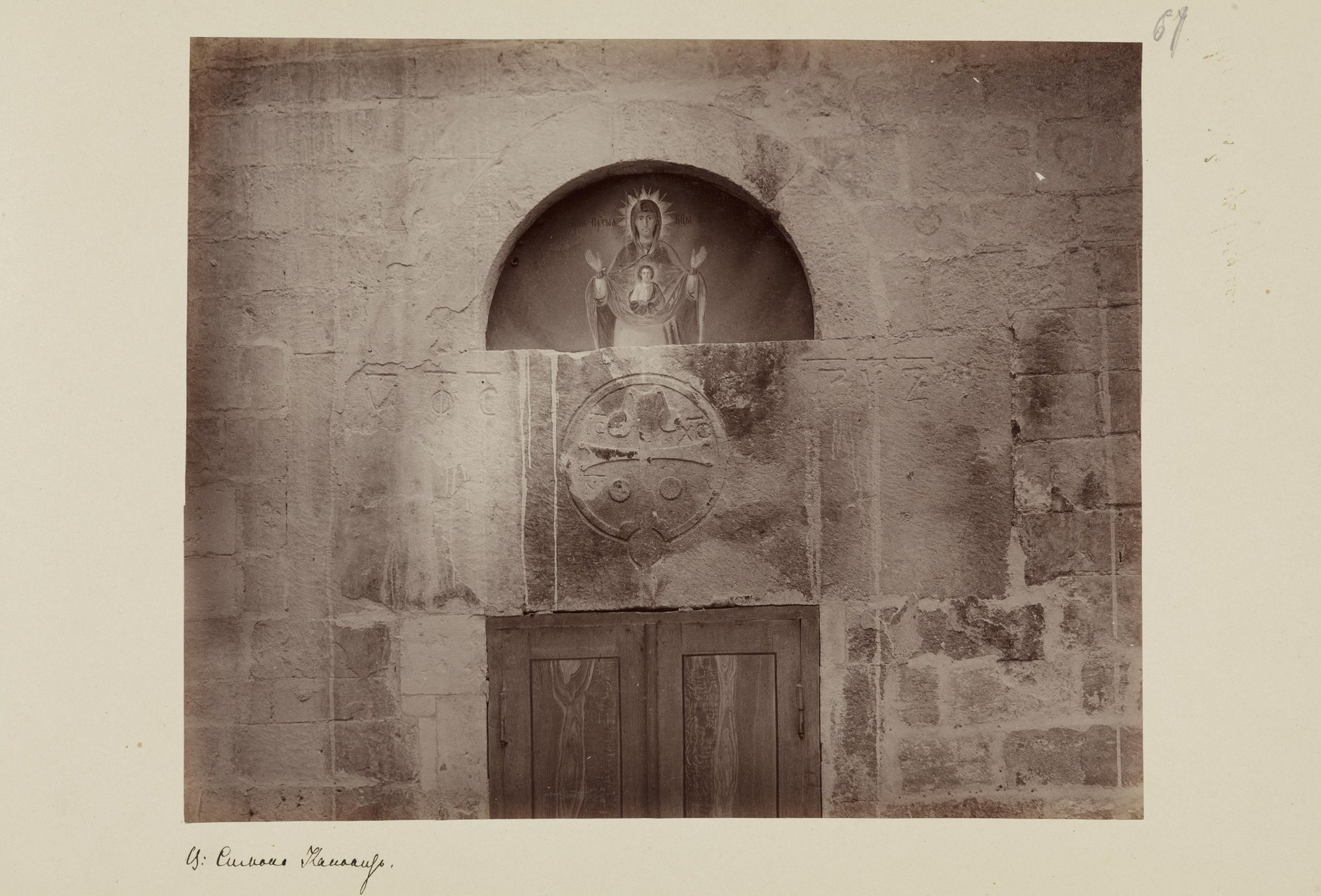
Церковь Симона Кананита. Роспись и каменная резьба
над входом. Фото 1882~1889гг.

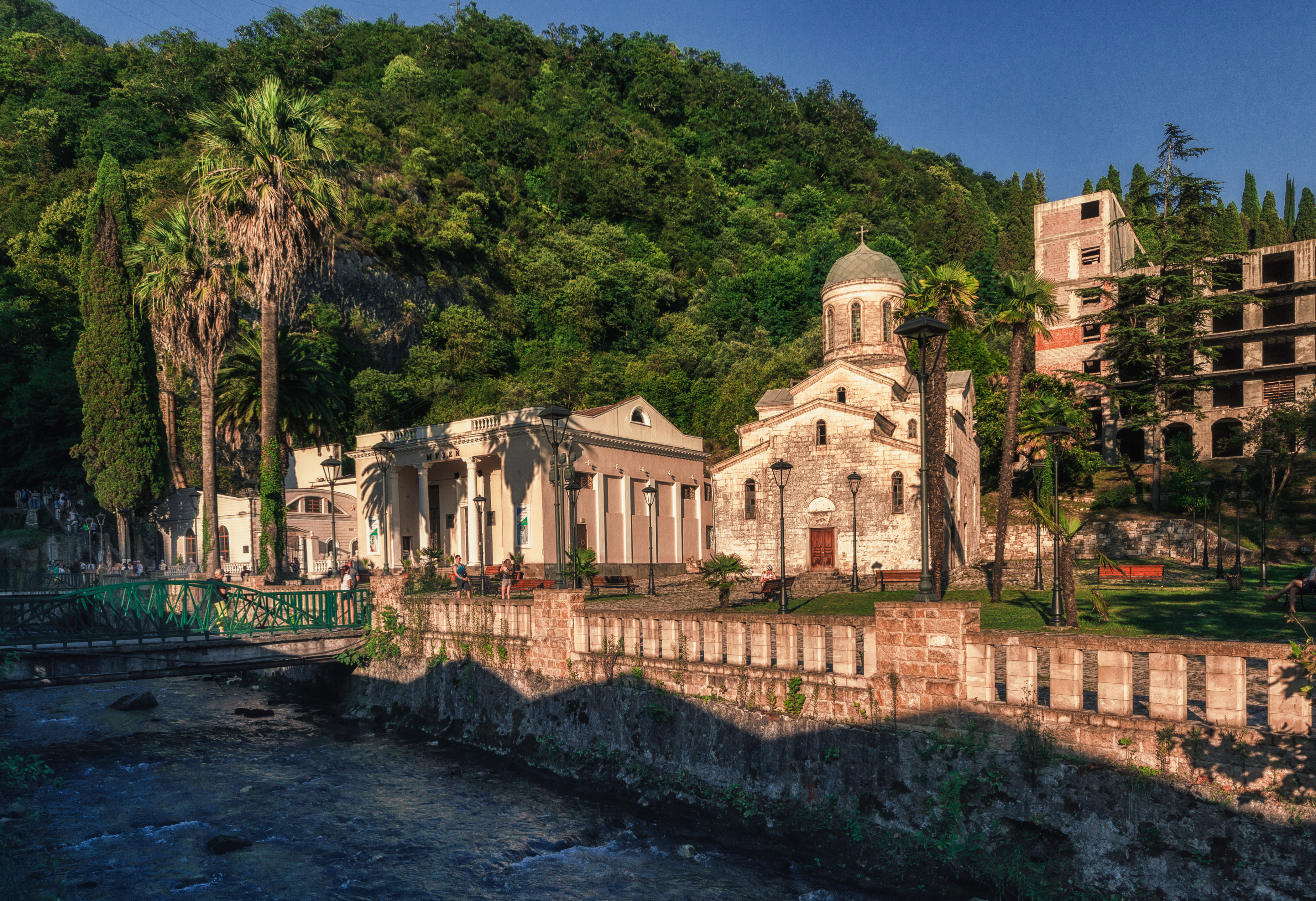
Общий вид на церковь Св.Апостола Симона Кананита. Фото 2015г.

Церковь Симона Кананита — это трёхапсидный крестово-купольный храм. Оригинальные притворы ныне утрачены. Ранее стены были изнутри отштукатурены и расписаны фресками (не сохранились). Церковь украшена изображениями христианских символов, таких как рыба, лев и крест, выполненных в виде рельефов.
Паломник и исследователь древностей А. П. Муравьёв, посетивший церковь в первой половине XIX века, оставил следующее описание:
Историческое предание указывает на церковь эту, как на погребальную св. Апостола, находящуюся на довольно обширной поляне, омываемой волнами речки Псыртсхи. Дикое живописное место как бы нарочно создано природою, чтобы приманивать на жительство людей. Посредине поляны стоит церковь небольшая, но почти совершенно уцелевшая, кроме обвалившегося купола; западный ее притвор завален камнями и зарос дикими растениями, как и сама вершина церкви, вход - от южного притвора, над коим виден еще полустертый лик Спасителя. Устройство храма греческое, с тройным разделением алтаря, и полукружием горнего места. Поразительна тонкость стен и высота стройных сводов, которые опираются на чрезвычайно легкие столбы; живопись уже стерлась, но на западной стене еще видны Успение Богоматери и два мученика.
Другой путешественник, бывший в храме примерно в то же время, описывал его так:
Церковь имеет вид четвероугольника; с западной стороны устроен особый придел с крепким уцелевшим сводом, с правой стороны придела устроен ход в подземелье, засыпанный землей и щебнем. Южные, северные и западные двери прикрыты портиками с каменными сводами; стены сложены из бело-сероватого прочного дикого камня, чисто тесаного, с узорчатыми древними карнизами; кладка замечательной прочности, купол и крыша хотя давно уже обрушились, но стены еще прочны; внутри по штукатурке заметны остатки древней фресковой живописи: образ какой-то святой, юной девицы, увенчанной царским венцом, образ какого-то мученика, похожего на св. Георгия, выше западных дверей, образ Успения Пресвятой Богородицы - сохранился довольно ясно; в приделе с правой стороны, изображение трех святителей, менее сохранившееся; облачение их из парчи, украшенной крестами, а у св. Василия великого - шахматами из белых и черных квадратов. Западная стена и алтарь проросли лавровыми и смоковничными деревами, живописно протянувшимися по внутренним стенам до самой земли. Замечательно, что деревья эти ежегодно приносят плоды.